# Antônio Gonçalves de Carvalho
Antônio Gonçalves de Carvalho (Rio de Janeiro, 31 de agosto de 1843 — Rio de Janeiro, 18 de janeiro de 1901) foi um jurista brasileiro que exerceu o cargo de Ministro do Supremo Tribunal Federal.
Tomou posse no STF em 1 de setembro de 1898, ocupando a vaga deixada após a morte de Adolpho Augusto Olyntho, e a exerceu até 18 de janeiro de 1901, quando faleceu.